# Дементей, Николай Иванович
Николай Иванович Дементе́й (25 мая 1930 (по другим данным, родился в 1931 году), Хотлино, Чашникский район, Витебская область — 10 июля 2018, Ждановичи, Минская область) — советский и белорусский государственный, политический и партийный деятель, Председатель Верховного Совета Белорусской ССР 12-го созыва в 1990—1991 годах.

## Биография
Родился 25 мая 1930 года. Окончил Белорусскую сельскохозяйственную академию (1959) и Высшую партийную школу при ЦК КПСС (1964). Работал главным агрономом и директором МТС в Полоцком районе. В 1957 году вступил в КПСС, с 1958 года — на партийной работе.
В 1958—1962 годах работал инструктором Витебского обкома партии, вторым секретарем Витебского райкома партии и председателем Витебского райисполкома.
С 1964 года Дементей работал в Витебском обкоме партии — сначала инструктором, затем заместителем заведующего сельхозотделом.

### Политическая карьера
В 1970 году был назначен инспектором Коммунистической партии Беларуси (ЦК КПБ) в составе КПСС, в 1974 году — секретарём Витебского обкома КПБ. В 1977 году был назначен заведующим сельхозотделом ЦК КПБ.
В 1979—1989 годах был секретарём ЦК КПБ; сферой его полномочий было сельское хозяйство. В 1989 году был избран народным депутатом СССР от Полоцкого территориального избирательного округа № 554 Витебской области.
С 28 июля 1989 по 15 мая 1990 года — Председатель Президиума Верховного Совета, заместитель Председателя Верховного Совета СССР.
С 18 мая 1990 по 25 августа 1991 год — Председатель Верховного Совета Белорусской ССР 12-го созыва, член Совета Федерации СССР (по должности).
Под его председательством Верховный Совет 27 июля 1990 года принял Декларацию о государственном суверенитете Белорусской ССР.
В 1991 году, в период Августовского путча в Москве, открыто выступил в поддержку ГКЧП.
22 августа 1991 года в Минске открылась внеочередная сессия Верховного Совета БССР, которая должна была обсудить события в стране последних дней.  Взяв слово, Дементей заявил об уходе в отставку.
В 13 января 1997 по 19 января 2000 года член Совета Республики Национального собрания Республики Беларусь по президентской квоте (Комиссии по международным делам и национальной безопасности).
Автор книги воспоминаний «Уроки жизни».
Скончался 10 июля 2018 года в президентской клинике в Ждановичах, куда он был госпитализирован за 2 дня до смерти.

## Семья
Жена — Ольга Ивановна Ульчёнок.
Сын — Валерий Николаевич Дементей.
Дементей — дядя лидера Белорусской партии объединённых левых «Справедливый мир» Сергея Калякина.

## Награды
- орден Отечества III степени (2000) — за значительный вклад в социально-экономическое развитие Республики Беларусь, активную общественную деятельность
- орден Октябрьской Революции (1976)
- три ордена Трудового Красного Знамени (в том числе 8.05.1981) — за многолетнюю плодотворную работу в партийных органах и в связи с пятидесятилетием со дня рождения[10]
- орден «Знак Почёта»
- бронзовая медаль ВДНХ
- медали

## Память
12 сентября 2020 года городе Чашники в сквере Победы прошла церемония открытия памятника-бюста Николаю Дементею (авторы — советский и белорусский скульптор, член союза художников СССР и Белорусского союза художников, народный художник Беларуси И. Я. Миско и архитектор В. Н. Митрофанов). Церемония открытия была приурочена к 90 годовщине со дня рождения Н. И. Дементея и празднованию 516-летия города Чашники.
7 мая 2021 года в Чашникском историческом музее открыта экспозиция «Достойный сын народа своего», посвящённая Н. И. Дементею, белорусскому государственному, политическому и партийному деятелю, председателю Верховного Совета Белорусской ССР 12-го созыва. В выставочном зале широко представлены личные вещи, предметы быта и мебели. Здесь хранятся его награды, фотокарточки и многое другое. Все экспонаты переданы в музей родственниками и знакомыми Николая Ивановича.